# ارتعاش بعد التخدير
ارتعاش بعد التخدير (بالإنجليزية: Postanesthetic shivering)‏ هو حالة من الارتعاش أو الارتجاف تصيب بعض المرضى بعد تعرضهم للتخدير. تعد آلية حدوث الحالة غير محددة بشكل مؤكد لكن من المعتقد أنها ترتبط بحدوث تغير في القدرة على السيطرة على المنعكسات الشوكية بعد التخدير العام.

## الأسباب
يرتبط حدوث الارتعاش بعد تعرض المريض أثناء التخدير بالأحوال الآتية:
- انخفاض درجة الحرارة، لكن من الممكن حدوث الارتعاش رغم كون درجة حرارة المريض في المستوى الطبيعي.
- استخدام أدوية التخدير الاستنشاقية مثل آيزوفلوران أو هالوثان.
- استخدام مضادات الكولين قبل التخدير مثل أتروبين.
- يزداد حدوث الارتعاش في النساء في مرحلة الطور الأصفري من الدورة الشهرية.[2]

## التأثيرات
يرتفع معدل الأيض كنتيجة لحدوث الارتعاش مما ينتج عنه:
- زيادة استهلاك الأكسجين من قبل الخلايا بدرجة كبيرة حتى خمسة أضعاف المعدل الطبيعي مما قد يتسبب في حدوث نقص التأكسج.
- زيادة إنتاج ثنائي أكسيد الكربون من قبل الخلايا مما يتسبب في فرط ثنائي أكيد الكربون في الدم والحماض.
- زيادة النتاج القلبي ومعدل التنفس وهو ما يمثل خطورة على المرضى الذين يعانون من أمراض القلب خصوصاً تصلب الشرايين.[2][3]

## القياس
يمكن تصنيف شدة الارتعاش على مقياس كروسلي وماهاجان:
- 0: لا يوجد ارتعاش.
- 1: لا يوجد نشاط مرئي للعضلات لكن يحدث انتصاب للشعر، ضيق في الأوعية الدموية السطحية، أو كلاهما معاً.
- 2: نشاط عضلي في مجموعة واحدة من العضلات.
- 3: نشاط عضلي متوسط في أكثر من مجموعة واحدة ولكن دون حدوث ارتجاف كلي للجسم.
- 4: ارتجاف عنيف يشمل كامل الجسد.

## العلاج
يعتمد العلاج على مقومات أساسية تشمل:
- تدفئة المريض للحفاظ على درجة الحرارة الطبيعية (حرارة تحت اللسان: 36.8 ± 0.4 درجة مئوية أو 98.2 ± 0.72 فهرنهايت) باستخدام محاليل دافئة والأغطية كمثال.
- تزويد المريض بالأكسجين.
- إعطاء بعض العقاقيرالتي تؤثر على مراكز تنظيم الحرارة المتواجدة بمنطقة تحت المهاد[5] مثل: بيثيدين 25-50 مليجرام وريدياً، كلوروبرومازين 10-25 مليجرام وريدياً، بوتورفانول 1-2 مليجرام وريدياً.[2][6][7]